# Jour après jour (film, 1962)
 (janvier 2025).
Pour plus de détails, voir Fiche technique et Distribution.

Jour après jour est un film québécois documentaire en noir et blanc réalisé en 1962 par Clément Perron pour l'Office national du film du Canada.

## Synopsis
Windsor (Québec), 6500 habitants dont 1500 travaillent pour la fabrique de papier Domtar. Jour après jour, ils ont tributaires des mêmes machines, accomplissent les mêmes gestes, éternellement répétés. Ces vies vouées à l'impitoyable pâte à papier ont-elles un sens ?

## Fiche technique
- Réalisateur, scénario et commentaire: Clément Perron
- Directeur de la photographie : Guy Borremans
- Musique et trame sonore : Maurice Blackburn
- Montage et narration : Anne Claire Poirier
- Son : Claude Pelletier
- Mixage : Ron Alexander, Roger Lamoureux
- Producteurs : Fernand Dansereau, Hubert Aquin, Victor Jobin
- Société de production et de distribution: Office national du film du Canada (ONF)
- Durée : 27 minutes 56 secondes
- Procédé : 16 mm, Noir et Blanc, son mono
- Copyright : MCMLXII Office National du Film du Canada
- Sortie : 1963, aux Festivals de Chicago, Montréal, San Francisco, Melbourne, Toronto